# Euromil Mi-38
Pour l’article ayant un titre homophone, voir Euromil.
Le Mil Mi-38, appelé également Euromil Mi-38, est un hélicoptère russe réalisé par Kazan Helicopter et le bureau d'études MIL. La société Euromil a été spécialement créée dans le but de développer, produire et commercialiser cet appareil qui doit succéder aux modèles Mi-8 et Mi-17.

## Conception et développement
(10 juin 2016).
Son développement a été lancé en 1987. En 1989, une première maquette a été exposée au salon international du Bourget et en 1993 la production de deux prototypes a commencé à Kazan. Leur premier vol était tout d'abord prévu pour avoir lieu en 1995 mais il a toujours été repoussé pour des raisons financières. Il a finalement eu lieu le 22 décembre 2003. Il devrait être certifié selon les règlements FAR-29/JAR-29. En mai 2006, le groupe Thales a été désigné comme fournisseur de l'avionique. Le premier appareil devrait être livré en 2008 mais le programme a pris une décennie de retard. 
Les deux premiers appareils de série, de la version Mi-38T ont été remis au ministère de la défense russe le 2 décembre 2019, et le premier hélicoptère privé le 26 février 2020.

## Description
La cabine, essentiellement réalisée en matériaux composites est plus grande que sur les hélicoptères précédents. L'appareil est équipé d'un rotor à 6 pales. Sa motorisation devait être assurée au départ par deux moteurs Klimov TV7-117V. Entre-temps un contrat a été conclu avec Pratt & Whitney Canada pour la fourniture de moteurs Pratt & Whitney PW127 (turbopropulseur) de la famille des PW100) équipés de Fadec modifiés afin de fonctionner sur un hélicoptère PW127TS (TS pour turboshaft : turbomoteur en anglais). Il possède en plus une instrumentation cockpit (EFIS) moderne. Le train avant n'est pas rétractable.
La cabine possède des dimensions de 8,63 × 2,63 × 1,84 m, rampe de chargement comprise.

## Opérateur militaire
- Russie Le 10 janvier 2018, le Kazan Helicopter Plant a annoncé le début de la production en série du Mi-38. Les Forces armées russes planifient alors d'en acquérir 15 exemplaires d'ici 2020[5].

## Liens
- Photo de la maquette du Mi-38 sur le site aviation.ru